# Footes Lane
El Estadio Footes Lane es un estadio de fútbol de usos múltiples ubicado en Saint Peter Port, Guernesey. Es el principal recinto de deportes en la isla. Tiene una capacidad de 5.000 espectadores.

## Tribunas
La tribuna del estadio Footes Lane se completó a tiempo para los Juegos de las Islas de 2003 a un costo de £ 1.2 millones. Dentro de su primer año de construcción ganó un premio Civic Trust Awards por diseño arquitectónico. Se agregaron instalaciones adicionales para clubes y salas de reuniones en 2011.